# تنب باريكو (شميل)
تنب باریکو (بالفارسية: تنب باریکو) هي قرية تقع في إيران في قسم شمیل الريفي. يقدر عدد سكانها بـ 122 نسمة بحسب إحصاء 2016.